# Ottaviano Mascherino
Ottaviano Nonni detto Il Mascherino (Bologna, 1536 – Roma, 1606) è stato un architetto italiano.

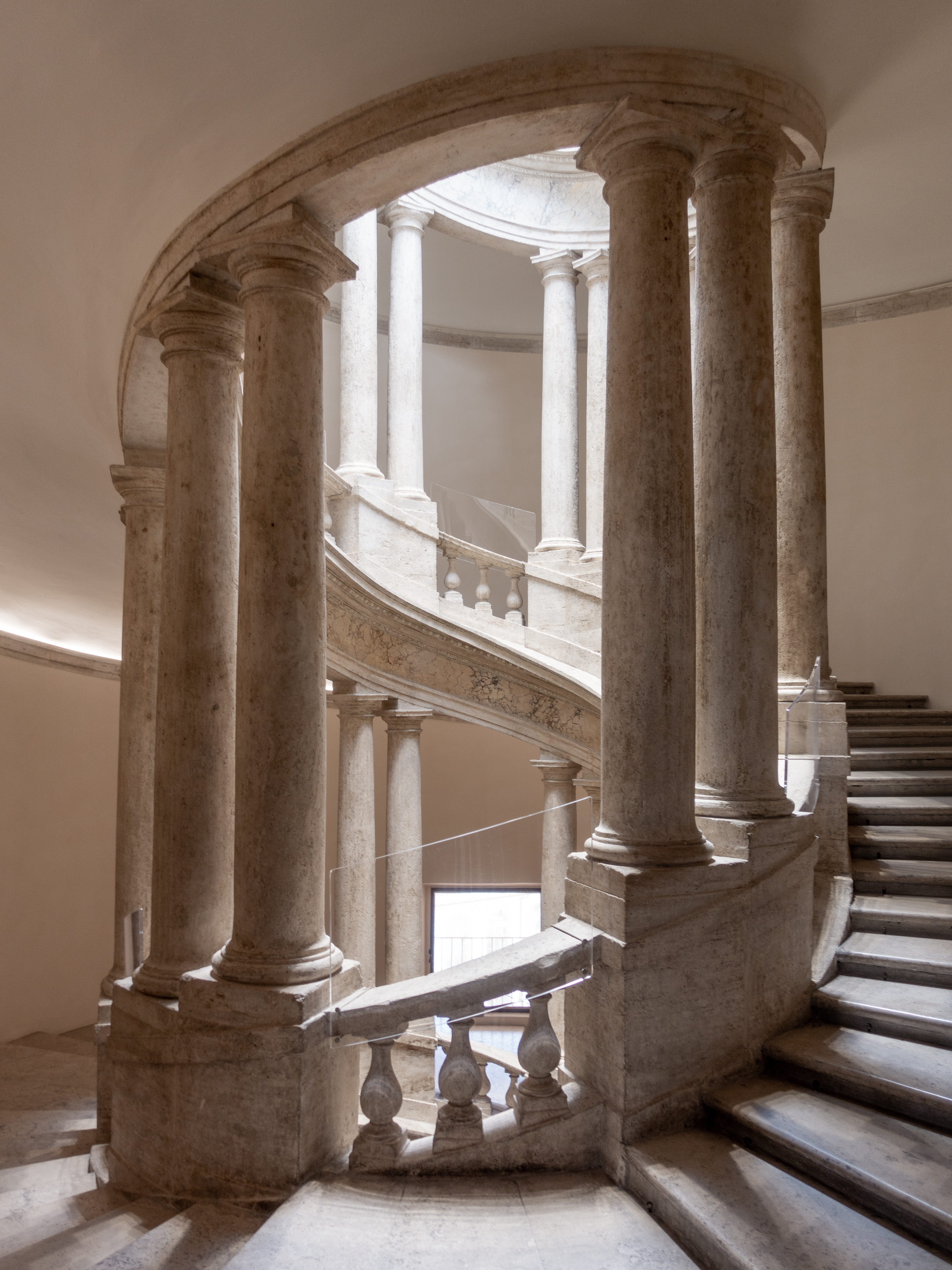
Roma, Scala elicoidale di Ottaviano Mascherino nel Palazzo del Quirinale

Architetto di scuola romana ed allievo del Vignola il Mascherino (o Mascarino) è ricordato soprattutto per essere stato l'architetto del Palazzo del Quirinale al tempo del papa Gregorio XIII.
Altre sue opere sono la chiesa di San Salvatore in Lauro (1591), la chiesa di Santa Maria in Transpontina, la Cappella Bandini nella chiesa di San Silvestro al Quirinale ed il progetto per la chiesa dello Spirito Santo dei Napoletani a pianta ovale.
Ha realizzato opere anche fuori Roma tra le quali la piazza con fontana e il palazzo chiamati fontana e palazzo Tittoni nel paese di Manziana a nord di Roma.